# Ida Bäckmann
Ida Charlotta Bäckmann, född 19 februari 1867 i Åmål, död 21 januari 1950 i Guldsmedshyttan, var en svensk lärare, journalist och författare. Efter en lärartjänst i Åmål reste hon i Östeuropa, blev krigsreporter och publicerad i flera stockholmstidningar. Hon debuterade som författare 1898, och blev allmänt känd för boken om Gustaf Fröding.

## Biografi

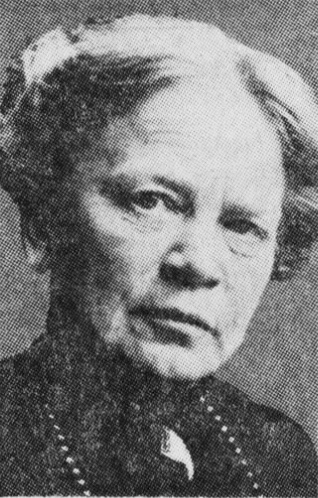
Ida Bäckmann under senare delen av sitt liv.

Bäckmann var dotter till målarmästaren Nils Bäckmann (född 1833) och hans maka Helena Olsdotter (född 1834). Båda föräldrarna var djupt religiösa och hade fyra barn. Dottern Ida började i den nyöppnade elementarskolan för flickor. Hon skickades sedan till Wallinska flickskolan i Stockholm, som på den tiden låg på Riddarholmen i det gamla Gråbrödraklostret. Hon inackorderades hos två ogifta döttrar till skolans föreståndare, Sunneprosten Anders Fryxell. Ida Bäckmann tog studentexamen 1889 och arbetade som lärarinna 1890.

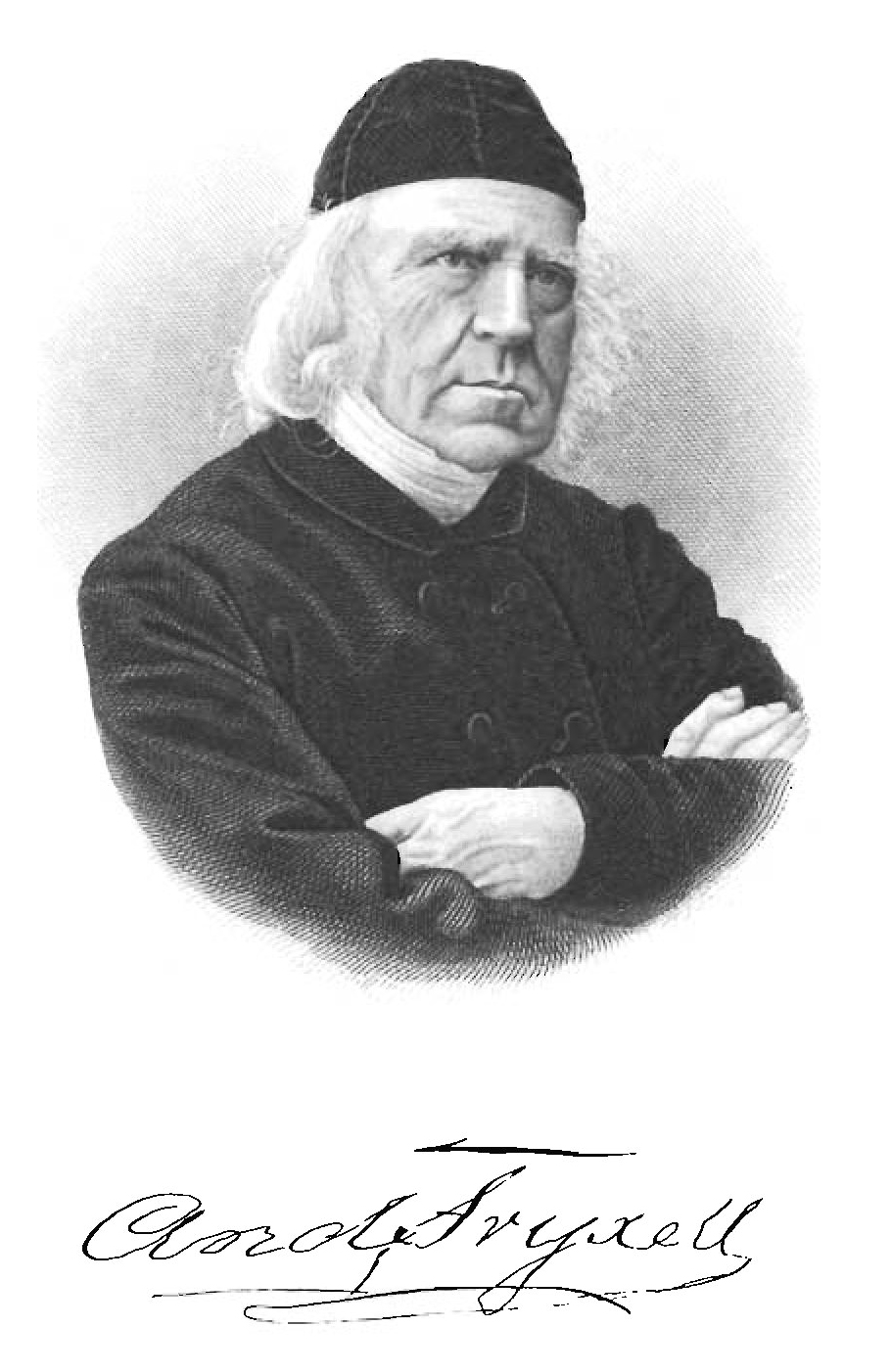
Anders Fryxell. Xylografi 1878

### Tidigt yrkesliv
Mellan 1890 och 1895 var Bäckmann föreståndare för Säffle privata elementarskola för flickor. Skolan flyttade senare till hörnet Billerudsgatan-Västra storgatan och fick det nya namnet ”Bäckmanskolan”. Under tiden i Säffle inledde hon ett slags romantiskt förhållande med den nyblivna änkemannen kanaldirektör David Lilliehöök, men det accepterade inte Lilliehööks mor och mycket förgrymmad lämnade hon Säffle 1895. Sin första bok Tantalis kval gav ut 1898. Hon fick snart en lärartjänst i Åhus samskola 1895–1898 och därefter Sofi Almquists samskola i Stockholm 1900–1907. Därefter lämnade hon pedagogiken och blev journalist.

### Journalist
Hon reste i Ryssland i två år och skrev om den tilltagande politiska oro som rådde. Hon bevittnade bondeuppror och demonstrationer på adelsgods samt upplevde blodiga gatuupplopp i Moskva och Odessa. Hon var i Warszawa mitt i gatustrider. Som krigsreporter sökte hon upp oroshärdar och gjorde intervjuer med kända och inflytelserika personer. Hon gjorde uppmärksammade besök hos Leo Tolstoj på hans gods Jasnaja Poljana. Sina reportage skickade hon till Dagens Nyheter och Stockholms Dagblad. De publicerades som en serie: ”Farliga färder och roliga”.
Bäckman var korrespondent för flera tidningar och rapporterade från bland annat Ryssland, Sydamerika och Sydafrika. Som författare skrev hon de självbiografiska böckerna om Röpecka, som utkom 1933–1937. Mest känd är hon troligtvis för böckerna Gralsökaren om Gustaf Fröding och Mitt liv med Selma Lagerlöf. Hon var vän med båda och ville gifta sig med Fröding.

## Ida Bäckmann och Fröding
När Gustaf Fröding på hösten 1897 åtalades för tryckfrihetsbrott, ställde Bäckmann upp till hans försvar. Hon föreslog att de skulle förlova sig och ville på så sätt visa honom sin kärlek, trösta och uppmuntra. Hon utsattes för en hatkampanj då hennes bok om Fröding kom ut och det påstods att hon aldrig ens träffat honom.
Hon har dock fått en viss upprättelse på senare år. 2022 hade pjäsen Skandalen Ida Bäckman premiär i Sundsvall. Föreställningen kretsar kring Bäckmanns relation till Fröding, och pjäsen har turnerat runt i landet via Riksteatern.

### Skönlitteratur
- Tantali kval. Stockholm: Geber. 1898. Libris 673605
- På och i vägen med Fordhoppa. Stockholm: Fram. 1926. Libris 1318029. https://litteraturbanken.se/f%C3%B6rfattare/B%C3%A4ckmannI/titlar/P%C3%A5OchIV%C3%A4genMedFordhoppa/sida/5/faksimil?om-boken
- Röpecka, Gud och Lennart. Stockholm: Tiden. 1933. Libris 1352484. https://litteraturbanken.se/f%C3%B6rfattare/B%C3%A4ckmannI/titlar/R%C3%B6peckaGudOchLennart/sida/5/faksimil?om-boken
- Röpecka si och så i skolan. Stockholm: Tiden. 1936. Libris 1235156. https://litteraturbanken.se/f%C3%B6rfattare/B%C3%A4ckmannI/titlar/R%C3%B6peckaSiOchS%C3%A5ISkolan/sida/5/faksimil?om-boken
- Röpecka går upp i studenten. Stockholm: Tiden. 1937. Libris 1701969. https://litteraturbanken.se/f%C3%B6rfattare/B%C3%A4ckmannI/titlar/R%C3%B6peckaG%C3%A5rUppIStudenten/sida/5/faksimil?om-boken

### Varia
- Farliga färder och roliga journalistiska ströftåg. Stockholm: Norstedt. 1906-1910. Libris 1629052
  -  1, Afrika. 1906. Libris 1629053. https://litteraturbanken.se/f%C3%B6rfattare/B%C3%A4ckmannI/titlar/FarligaF%C3%A4rder1/sida/5/faksimil?om-boken
  -  2, Holland och Belgien. 1906. Libris 1629054. https://litteraturbanken.se/f%C3%B6rfattare/B%C3%A4ckmannI/titlar/FarligaF%C3%A4rder2/sida/7/faksimil?om-boken
  -  3, Ryssland. 1906. Libris 1629055. https://litteraturbanken.se/f%C3%B6rfattare/B%C3%A4ckmannI/titlar/FarligaF%C3%A4rder3/sida/5/faksimil?om-boken
  -  4, Blodiga dagar i Paraguay. 1910. Libris 1612428. https://litteraturbanken.se/f%C3%B6rfattare/B%C3%A4ckmannI/titlar/BlodigaDagarIParaguay/sida/5/faksimil?om-boken
- El desarrollo de la Argentina en el primer siglo de su independencia y los Suecos allí durante este período = Argentinas utveckling under dess första frihetssekel och svenskarne därstädes under denna period / öfversatt till spanskan af H.P. och A.J.. Stockholm: Fritze. 1910. Libris 1612429
- Sveriges handelsintressen i ryska riket. Stockholm: Norstedt. 1912. Libris 1528827
- Gustaf Fröding. Göteborg: Zachrissons boktr. 1913. Libris 1246983. https://litteraturbanken.se/f%C3%B6rfattare/B%C3%A4ckmannI/titlar/GustafFr%C3%B6ding/sida/5/faksimil?om-boken
- Gralsökaren. Stockholm: Medéns förl. 1940. Libris 951958. https://litteraturbanken.se/f%C3%B6rfattare/B%C3%A4ckmannI/titlar/Grals%C3%B6karen/sida/5/faksimil?om-boken
- Mitt liv med Selma Lagerlöf : en skildring byggd på 30 års korrespondens och vänskap. Malmö: Norden. 1944. Libris 307417
  -  Del 1. Libris 307418. https://litteraturbanken.se/f%C3%B6rfattare/B%C3%A4ckmannI/titlar/MittLivMedSelmaLagerl%C3%B6f1/sida/5/faksimil?om-boken
  -  Del 2. Libris 307419. https://litteraturbanken.se/f%C3%B6rfattare/B%C3%A4ckmannI/titlar/MittLivMedSelmaLagerl%C3%B6f2/sida/7/faksimil?om-boken

### Redaktör
- Hagelin, Karl Wilhelm (1935). Från filare till storindustriell i Naftabolaget bröderna Nobels tjänst  : ett utdrag ur generalkonsul K. W. Hagelins memoarer / av Ida Bäckmann. Stockholm: Bonnier. Libris 1355138